# Een mismaakt gouvernement
Een mismaakt gouvernement is een roman van de Belgische kunstenaar en schrijver Pjeroo Roobjee, geschreven tussen 2006 en 2009 en gepubliceerd in 2010 bij de Nederlandse uitgeverij Querido. Het boek vertelt het verhaal van een vrouw uit Gent die in het zuiden van Frankrijk op zoek gaat naar een achterbakse man die haar een veertigtal jaar geleden talloze malen bedrogen heeft, maar op wie ze nog steeds hevig verliefd is. Op haar tocht door velerlei Franse gehuchten ontmoet ze kleurrijke personages, die aanleiding geven tot uitvoerige uitweidingen over hun levensverhaal. Dit wordt afgewisseld met de voorgeschiedenis van de vrouw en haar ellendig bestaan.

## Samenvatting
Odette Saudemont is in de zestig en heeft zichzelf steeds als afzichtelijk beschouwd, in tegensteling tot haar zuster Chantal, die een ‘djanterige kebbeleute’ met een oppervlakkige persoonlijkheid is. Zij is haar eentonige leven in Gent ontvlucht en stuit in een Zuid-Frans dorp op een exemplaar van Eerste liefde van Ivan Toergenjev, dat zij met Kerstmis 1967 aan haar geliefde Edwin Mouriau heeft geschonken. Ze besluit te achterhalen hoe dat boek daar beland is, in de hoop Edwin aldus op het spoor te komen. Ze vult haar dagen met alcohol en kettingroken.
In de volgende hoofdstukken wordt Odettes armoedige jeugd in de Rabotwijk beschreven. Haar overgrootmoeder Emma had ginds een groentewinkel, waarin haar vader Robert met haar drankzuchtige moeder woonde. Ze leven in hoofdzaak van zelf geteelde radijzen, bonen en rapen. Robert verafschuwt alles wat niet ‘van alhier’ is en schiet bijvoorbeeld op Odettes vrijer omdat die uit Brussel komt. In plaats daarvan doodt hij echter een kat, die vervolgens op het menu komt te staan. Edwin, een dokterszoon, laat Odette staan en trouwt met haar zus Chantal, die hij voortdurend bedriegt en aftroggelt. Odette gaat in de Sarma werken en volgt schilderlessen aan de kunstacademie. Edwin overhaalt haar, haar maandloon aan hem af te staan en verdwijnt eind 1967 met de noorderzon.
Op een dag krijgt Odette er genoeg van en ze slaat haar vader terug, waarop ze in een kamertje in een bordeel overnacht, alwaar een Boliviaanse schilder uit het nachtkastje kruipt, die ze vele jaren later in een treincoupé opnieuw tegen het lijf zal lopen. Na enkele weken bij een ‘kunsthysterica’ gaat ze op een woonboot op de Leie ter hoogte van Drongen wonen.
In de moderne tijd in Frankrijk ontdekt Odette dat Edwin een spoor van oplichting en bedrog achter zich heeft gelaten. Ze bezoekt onder andere een homofiele edelman op zijn kasteel, die door Edwin gechanteerd werd, en ontmoet een mesties die graag wil dat Edwin zijn pooier wordt. Na talrijke omzwervingen krijgt Odette een niet nader bepaalde aanval en ontwaakt ze in het ziekenhuis. Ziedaar: in datzelfde ziekenhuis vindt ze Edwin op zijn sterfbed.
De lezer komt verder nog te weten dat Chantal lang geleden aan kanker is gestorven en dat hun ouders door een asociale buurtbewoner overreden zijn, waarna Edwin de ouderlijke woonst aan de echtgenote van de moordenaar verkocht. Voor een lange reeks andere wandaden is hij eveneens verantwoordelijk. Op zijn Franse sterfbed verklaart Edwin alleen maar dat hij ‘niet kan verdragen dat een ander iets heeft wat ik niet heb’. Odette keert terug naar Gent. Ze beseft dat ze niet lang meer te leven heeft en wil haar intrek nemen in een kloostercel waarin ook haar overgrootmoeder destijds de dood verwelkomde.
Het mismaakte gouvernement waarvan in de titel sprake is, verwijst enerzijds naar de tirannie van Odettes vader en anderzijds naar de macht die de psychopathische Edwin al die jaren op haar hart uitoefende.

‘Banggescheten zijt gij niet, gij almachtig smerigste teek in het vel van het stronthol ener padde, gij staat niet van verlegenheid op uw poten te beven gij, o nee, en uw smoel wordt zonder verpinken nog geen grijmken rood van de danigste schaamte ook al niet, bij nee begot, omwille van het triestige feit dat gij mij zonder boede noch bade hebt verlaten en mij zodoende desastreus in plan hebt gelaten en nu gladweg zijt wedergekeerd gelijk of dat het hier godverdomme een zottekot van een hotel is, een nachtkwartier voor bohemers en sans-papiers, waardat ge, naarvolgens de grillen en het schoon weer van de dag, uw intrede kunt maken, oftewel er integendeel, koekoe, op uit kunt trekken, jawadde mijn zoetken jaja, om elders uw schop af te gaan kuisen en wat weet ik ribbedebie al verder allemaal voorts miljaarde en al in die trant!’
— 

## Receptie
De recensent van Literair Nederland vond de voor Pjeroo Roobjee typerende overdaad aan barokke volzinnen, doorspekt met dialect en archaïsmen, te vermoeiend om aangename lectuur op te leveren; de personages waren voor hem niet boeiend genoeg om de inspanning van het lezen te rechtvaardigen. Cyrille Offermans stelde in Ons Erfdeel dat hij de vele ‘krullen’ wel kon waarderen, maar dat hij uiteindelijk gewoon paf stond van het boek: ‘Ik kan me niet herinneren ooit eerder een Nederlandstalig boek te hebben gelezen dat me zo vaak in vertwijfeling naar Van Dale deed grijpen, om vervolgens te constateren dat ook die niet op de hoogte was.’